# Japan Women's Open 2019
Japan Women's Open 2019 — жіночий тенісний турнір, що проходив на відкритих кортах з твердим покриттям Regional Park Tennis Stadium у Хіросімі (Японія). Це був 12-й за ліком Japan Women's Open. Належав до категорії International в рамках Туру WTA 2019. Тривав з 9 до 15 вересня 2019 року.

## Нарахування очок
| Дисципліна       | П   | Ф   | ПФ  | ЧФ | 1/8 | 1/16 | Q   | Q3  | Q2  | Q1  |
| Одиночний розряд | 280 | 180 | 110 | 60 | 30  | 1    | 18  | 14  | 10  | 1   |
| Парний розряд    | 280 | 180 | 110 | 60 | 1   | Н/Д  | Н/Д | Н/Д | Н/Д | Н/Д |

### Призові гроші
| Дисципліна       | П       | F       | ПФ      | ЧФ     | 1/8    | 1/161  | Q3     | Q2   | Q1   |
| Одиночний розряд | $43,000 | $21,400 | $11,300 | $5,900 | $3,310 | $1,925 | $1,005 | $730 | $530 |
| Парний розряд2   | $12,300 | $6,400  | $3,435  | $1,820 | $960   | Н/Д    | Н/Д    | Н/Д  | Н/Д  |

1 Кваліфаєри отримують і призові гроші 1/16 фіналу

2 Per team

## Учасниці основної сітки в одиночному розряді

### Сіяні пари
| Країна            | Гравчиня             | Рейтинг1 | Сіяна |
| ----------------- | -------------------- | -------- | ----- |
| Китайський Тайбей | Сє Шувей             | 28       | 1     |
| Росія             | Вероніка Кудерметова | 51       | 2     |
| Бельгія           | Алісон ван Ейтванк   | 68       | 3     |
| Росія             | Анастасія Потапова   | 72       | 4     |
| Німеччина         | Татьяна Марія        | 79       | 5     |
| Казахстан         | Заріна Діяс          | 80       | 6     |
| Іспанія           | Сара Соррібес Тормо  | 83       | 7     |
| Німеччина         | Лаура Зігемунд       | 90       | 8     |

- Рейтинг подано станом на 26 серпня 2019

### Інші учасниці
Нижче наведено учасниць, які отримали вайлдкард на участь в основній сітці:
- Курумі Нара
- Одзакі Ріса
- Аяно Сімідзу

Нижче наведено гравчинь, які пробились в основну сітку через стадію кваліфікації:
- Лейла Енні Фернандес
- Зо Гайвес
- Намігата Дзюнрі
- Валерія Савіних
- Патрісія Марія Тіг
- Вікторія Томова

### Відмовились від участі
До початку турніру
- Дарія Гаврилова → її замінила  Прісцілла Хон
- Барбора Крейчикова → її замінила  Нао Хібіно
- Анна Кароліна Шмідлова → її замінила  Катажина Кава

### Знялись
Під час турніру
- Заріна Діяс (травма поперекового відділу хребта)

## Учасниці основної сітки в парному розряді

### Сіяні пари
| Країна  | Гравчиня              | Країна   | Гравчиня            | Рейтинг1 | Сіяна |
| ------- | --------------------- | -------- | ------------------- | -------- | ----- |
| Японія  | Ері Нодзумі           | Японія   | Ніномія Макото      | 122      | 1     |
| Бельгія | Кірстен Фліпкенс      | Бельгія  | Алісон ван Ейтванк  | 126      | 2     |
| Румунія | Міхаела Бузернеску    | Словенія | Катарина Среботнік  | 142      | 3     |
| Іспанія | Георгіна Гарсія Перес | Іспанія  | Сара Соррібес Тормо | 177      | 4     |

- 1 Рейтинг подано станом на 26 серпня 2019

### Інші учасниці
Нижче наведено пари, які отримали вайлдкард на участь в основній сітці:
- Хаясі Еріна /  Моюка Утідзіма
- Кьока Окамура /  Аяно Сімідзу

### Знялись
- Грет Міннен (травма правого плеча)

## Переможниці та фіналістки

### Одиночний розряд
- Нао Хібіно —  Місакі Дой, 6–3, 6–2

### Парний розряд
- Місакі Дой /  Нао Хібіно —  Крістіна Макгейл /  Валерія Савіних, 3–6, 6–4, [10–4]